# Y llegaron de noche
Y llegaron de noche es una serie de comedia de televisión mexicana creada por Rob Greenberg y Bob Fisher que gira en torno a la producción de la versión en español de 1931 de Drácula, que se produjo simultáneamente con la versión en inglés. La serie está protagonizada por Eugenio Derbez, Sofía Niño de Rivera, AJ Vaage, Yare Santana, Laura Ferretti y Diana Bovio. Se estrenó en Vix el 4 de octubre de 2024.

## Elenco
- Eugenio Derbez como Carlos Villarías
- Sofía Niño de Rivera como Cecilia Ramírez
- AJ Vaage como Paul Kohner
- Yare Santana como Lupita Tovar
- Laura Ferretti como María
- Diana Bovio como Carmen Guerrero
- Manuel "Flaco" Ibáñez como Eduardo Arozamena
- Fernando Memije como José Soriano Viosca
- Jerry Velázquez como Pablo Álvarez Rubio
- Federico Espejo como Alfredo Birabén
- Yany Prado como Amelia
- John Goodrich como George Melford
- Daniel Sosa como Jesús
- Rafael Cebrián como Miguel Barreto
- Giovanna Romo como Geraldine
- Carmen Ramos como Elena
- Daniel Raymont como Bela Lugosi
- Jason Alexander como Carl Laemmle[5]
- Antonio Fortier como Bernardo
- Cal Butler como Carl Laemmle Jr.